# Rada Informatyzacji
Rada Informatyzacji była w latach 2005-2014 organem opiniodawczo-doradczym ministra właściwego do spraw informatyzacji (aktualnie ministerstwem właściwym ds. informatyzacji jest Ministerstwo Cyfryzacji) działającym na podstawie art. 17 ustawy z dnia 17 lutego 2005 r. o informatyzacji działalności podmiotów realizujących zadania publiczne. Rada została powołana do życia 20 maja 2005 r. na dwuletnią kadencję. Pierwszym przewodniczącym Rady Informatyzacji był prof. Ryszard Tadeusiewicz. Pierwsza kadencja Rady upłynęła 19 maja 2007 roku.
W 2014 roku, na podstawie art. 17 znowelizowanej w maju 2014 roku ustawy z dnia 17 lutego 2005 r. o informatyzacji działalności podmiotów realizujących zadania publiczne, Rada Informatyzacji została zastąpiona przez Radę do Spraw Cyfryzacji.
Do zadań Rady Informatyzacji należało:
1. opiniowanie projektu Planu Informatyzacji Państwa oraz projektów rozporządzeń wydawanych na podstawie art. 18 ustawy o informatyzacji działalności podmiotów realizujących zadania publiczne;
2. przygotowywanie, z własnej inicjatywy, na wniosek lub we współpracy z Polskim Komitetem Normalizacyjnym oraz właściwymi organami administracji rządowej, propozycji lub rekomendacji w zakresie:
  - minimalnych wymagań dla systemów teleinformatycznych, w szczególności dotyczących wykazu systemów operacyjnych oraz języków programowania, dla których albo w których powinno być udostępniane oprogramowanie umożliwiające komunikowanie się z systemami teleinformatycznymi podmiotów publicznych, formatów wymiany danych oraz protokołów komunikacyjnych i szyfrujących wykorzystywanych w wymianie danych w formie elektronicznej pomiędzy podmiotami publicznymi,
  - minimalnych wymagań dla rejestrów publicznych i wymiany informacji w formie elektronicznej, w szczególności dotyczących doboru i konstrukcji cech informacyjnych,
  - tłumaczenia na język polski norm lub innych dokumentów normalizacyjnych, istotnych dla ustalania wymagań, o których mowa w punktach poprzedzających;
3. wyrażanie opinii, na wniosek ministra właściwego do spraw informatyzacji albo z własnej inicjatywy, w sprawach istotnych dla rozwoju standardów i technologii informatycznych oraz możliwości lub potrzeby ich stosowania w administracji publicznej lub gospodarce.